# Саниорта
Саниорта — село в Тляратинском районе Дагестана. Входит в состав сельского поселения сельсовет Тохотинский.

## География
Расположено в 11 км к юго-востоку от районного центра — села Тлярата, на правом берегу реки Аварское Койсу.

## Население
| 1869 | 1888 | 1895 | 1926 | 1939 | 1970 | 1989 |
| ---- | ---- | ---- | ---- | ---- | ---- | ---- |
| 65   | ↗109 | ↘108 | ↘69  | ↗127 | ↗136 | ↗202 |
| 2002 | 2010 | 2021 |      |      |      |      |
| ↗253 | ↗288 | ↗293 |      |      |      |      |